# Neobisium polonicum
Espèce
Synonymes
- Neobisium biharicum Beier, 1939

Neobisium polonicum est une espèce de pseudoscorpions de la famille des Neobisiidae.

## Distribution
Cette espèce se rencontre en Pologne, en Slovaquie, en Roumanie et en Ukraine.

## Description
Le mâle décrit par Novák et Hörweg en 2017 mesure 4,60 mm et les femelles de 4,68 à 5,33 mm.

## Systématique et taxinomie
Neobisium biharicum a été placé en synonymie par Novák et Hörweg en 2017.

## Étymologie
Son nom d'espèce lui a été donné en référence au lieu de sa découverte, la Pologne.

## Publication originale
- Rafalski, 1936 : Neobisium (Neobisium) polonicum nov. spec. Nowy gatunek zaleszczotka (Pseudoscorpionidea). Sprawozdania Poznanskiego Towarzystwa Przyjaciol Nauk, vol. 9, p. 119.